# 七尾田鶴浜バイパス

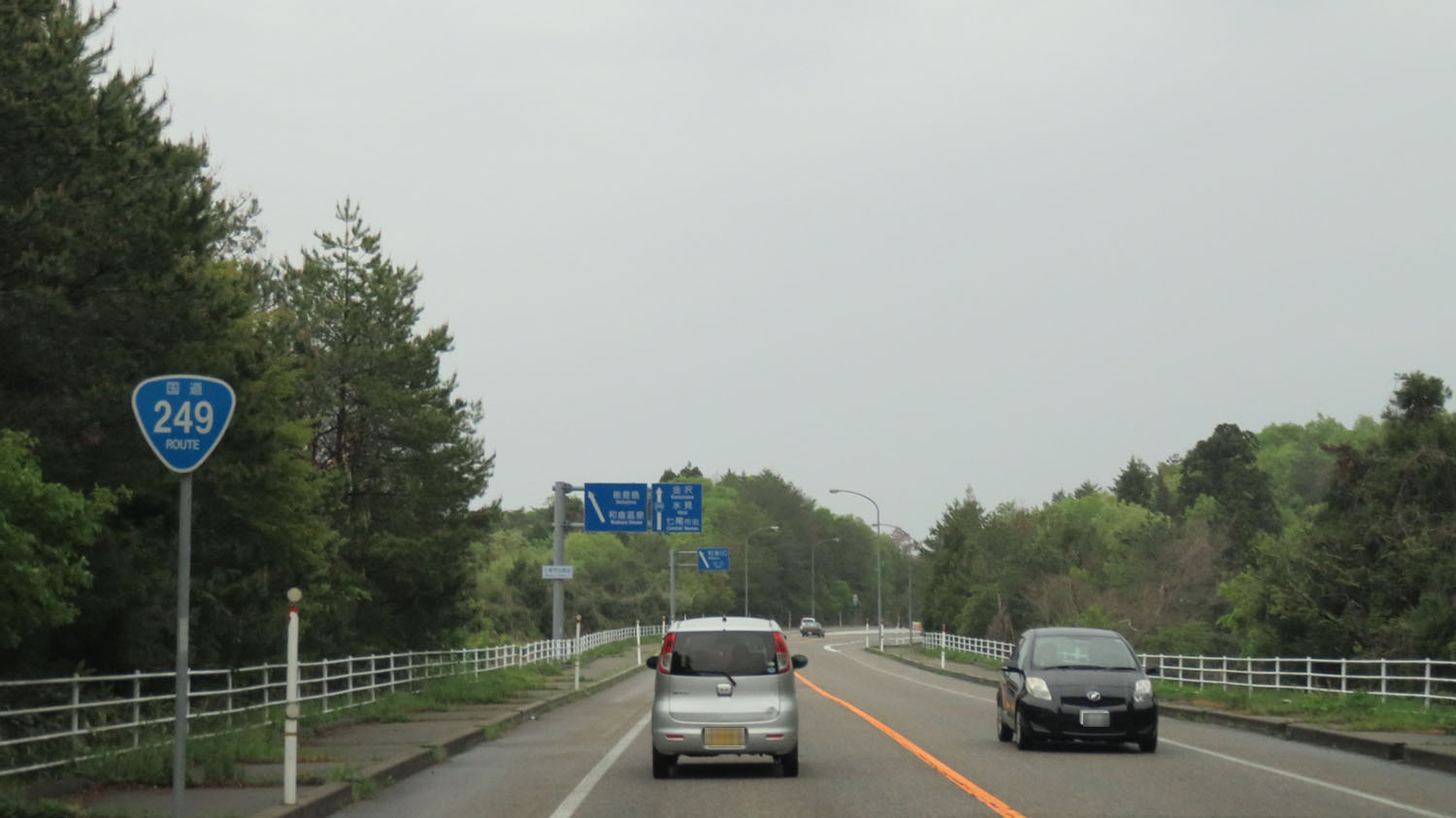
七尾市舟尾町内

七尾田鶴浜バイパス（ななおたつるはまバイパス）は、石川県七尾市高田町から同市小島町へ至る国道249号バイパス。

## 路線概要
- 起点：石川県七尾市高田町（高田IC）
- 終点：石川県七尾市小島町（小島西部交差点）
- 全長：5.8 km
- 道路幅員：17 m
- 車線数：2車線

## 歴史
- 1987年（昭和62年）11月17日：起工式[1]。
- 1994年（平成6年）春：七尾市十島町 - 直津IC間2.1 kmが開通[2]。
- 1995年（平成7年）10月13日：直津IC - 和倉IC間1.5 kmが開通、供用開始[2]。
- 1996年（平成8年）7月25日：全線開通。

## 交差する道路
高規格幹線道路
- E41 能越自動車道（国道470号）田鶴浜道路

インターチェンジ
- 田鶴浜IC：E41 能越自動車道（国道470号）田鶴浜道路
- 高田IC：国道249号、富山県道・石川県道18号氷見田鶴浜線
- 和倉IC：石川県道47号七尾能登島公園線
- 直津IC：石川県道116号末吉七尾線

一般国道
- 国道249号：高田IC
- 国道249号藤橋バイパス：小島西部交差点

石川県道
- 富山県道・石川県道18号氷見田鶴浜線：高田IC
- 石川県道47号七尾能登島公園線：和倉IC
- 石川県道116号末吉七尾線：直津IC

## 今後の予定
能越自動車道の田鶴浜IC - 七尾IC間の一部として供用する予定で、終点から約1.4 km起点側の地点に病院西IC（仮称）を設置し、そこから終点まではICの取り付け道路となる。既設のICも改築し存続する。
当初は自動車専用道路として改築の上整備する予定であった。元々一般道路として計画され開通しており、車道の両脇に歩道もあるため、改築の際必要に応じて歩行者・軽車両なども通行可能な側道が整備される予定であったが、計画変更により自動車専用道路化は当面の間見送られ、必要な安全対策を施した上で引き続き一般道路として供用される。